# East Globe
East Globe es un lugar designado por el censo ubicado en el condado de Gila en el estado estadounidense de Arizona. En el Censo de 2010 tenía una población de 226 habitantes y una densidad poblacional de 25,31 personas por km².

## Geografía
East Globe se encuentra ubicado en las coordenadas 33°21′4″N 110°42′19″O / 33.35111, -110.70528. Según la Oficina del Censo de los Estados Unidos, East Globe tiene una superficie total de 8.93 km², de la cual 8.93 km² corresponden a tierra firme y (0 %) 0 km² es agua.

## Demografía
Según el censo de 2010, había 226 personas residiendo en East Globe. La densidad de población era de 25,31 hab./km². De los 226 habitantes, East Globe estaba compuesto por el 5.31% blancos, el 0 % eran afroamericanos, el 91.15 % eran amerindios, el 0.44 % eran asiáticos, el 0 % eran isleños del Pacífico, el 0.88 % eran de otras razas y el 2.21 % pertenecían a dos o más razas. Del total de la población el 15.49 % eran hispanos o latinos de cualquier raza.